# Ahmad Khoshoi
Ahmad Khoshoi (pers. ‏احمد خشویی‎, ur. 2 marca 1939) – irański zapaśnik walczący w stylu klasycznym. Olimpijczyk z Tokio 1964, gdzie odpadł w eliminacjach w kategorii 52 kg.